# Benediktinerinnenkloster Martigné-Briand
Das Benediktinerinnenkloster Martigné-Briand (auch: Prieuré Notre-Dame de Compassion) ist seit 1961 ein Kloster der Benediktinerinnen in Martigné-Briand, Département Maine-et-Loire (Bistum Angers) in Frankreich.

## Geschichte
Die auf Marguerite Waddington-Delmas zurückgehende Kongregation der Heiligen Bathilde mit Mutterhaus in Vanves sandte 1953 Schwestern nach Chemillé zur Verstärkung der letzten dort offiziell seit 1824 (inoffiziell seit 1803) angesiedelten Nonnen der ehemaligen Abtei Fontevrault. 1956 wurde die Gemeinschaft von Rom anerkannt. 1961 wechselte sie an den Ort La Barre in Martigné-Briand (33 km südlich Angers) und gründete dort das Kloster Notre-Dame de Compassion (1 place Robert d’Arbrissel im Weiler Villeneuve), das zunehmend ausgebaut wurde. Derzeit leben dort 22 Schwestern.